# GJ 3929

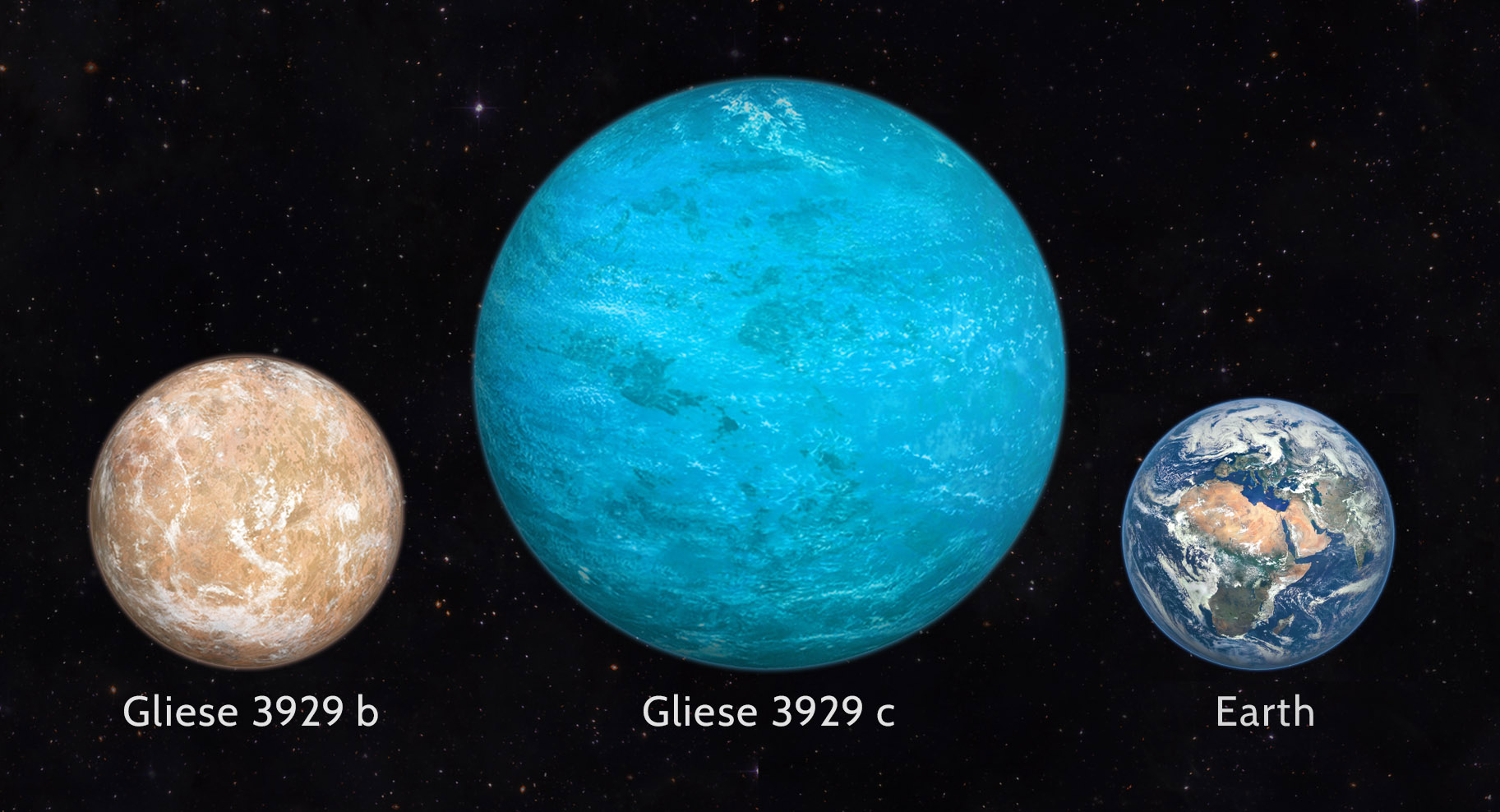
GJ 3929系の惑星と地球の大きさ比較

GJ 3929とは、スペクトル分類がM3.5Vの赤色矮星である。
TOI-2013やG 180-18などといった名称も持つ。
2022年2月にこの恒星の周囲にTESSによって1つの地球型惑星が発見され、フォローアップ観測によって外側に2つ目のミニ・ネプチューン惑星が存在する可能性が示された。
太陽系から比較的近い、約15.8パーセク離れた位置に存在する。約0.31太陽質量、約0.32太陽半径を持つ。
| 太陽 | GJ 3929   |
| ---- | --------- |
| 太陽 | Exoplanet |

## 惑星系
| 名称 （恒星に近い順） | 質量               | 軌道長半径 （天文単位） | 公転周期 (日)     | 軌道離心率 | 軌道傾斜角    | 半径         |
| --------------------- | ------------------ | ----------------------- | ----------------- | ---------- | ------------- | ------------ |
| b                     | 1.75+0.44 −0.45 M⊕ | 0.0252±0.0005           | 2.616235±0.000005 | 0          | 88.442±0.008° | 1.09±0.04 R⊕ |
| c                     | >5.71±0.94 M⊕      | 0.081±0.002             | 15.04±0.03        | 0          | —             | —            |

GJ 3929は、TESSのセクター24・25のトランジット法を用いた観測で最初に周囲に公転周期が約2.62日の惑星が存在する可能性が示され、その惑星候補は2020年6月19日にTESS object of interestに追加された。これにより、恒星はTOI-2013、惑星候補はTOI-2013.01と指定された。その後、その惑星候補を確認するためのフォローアップ観測が行われた。CARMENESによるドップラー分光法を用いたフォローアップ観測で、TOI-2013.01よりも主星から離れた軌道を約14.3日の周期で公転する別の惑星が存在する可能性が示された。
その後、TOI-2013.01の存在が確認され、GJ 3929 b（TOI-2013 b）という名称が与えられた。この発見及び確認を公表する論文はarXivで2022年2月2日に提出された。GJ 3929 bは、約1.2地球質量、約1.15地球半径を持つ地球型惑星である。この時点で2番目の惑星候補（GJ 3929 c）は確認されていなかった。
さらなるフォローアップ観測により、最小で5.71地球質量を持つ2番目の惑星GJ 3929 c（TOI-2013 c）の存在が確認された。この確認を公表する論文はarXivで2022年7月21日に提出された。GJ 3929 cはトランジットを起こさない可能性が高い。また、これによりGJ 3929 bの質量と半径において、それぞれ1.75倍、1.09倍の新しいデータが得られた。GJ 3929 bは、惑星系内のVenus-zoneに存在しており、金星に似ているとされる。